# Pistruieni
Pistruieni è un comune della Moldavia situato nel distretto di Telenești di 1.172 abitanti al censimento del 2004.

## Località
Il comune è formato dall'insieme delle seguenti località (popolazione 2004):
- Pistruieni (798 abitanti)
- Hîrtop (266 abitanti)
- Pistruienii Noi (108 abitanti)